# Storamiral

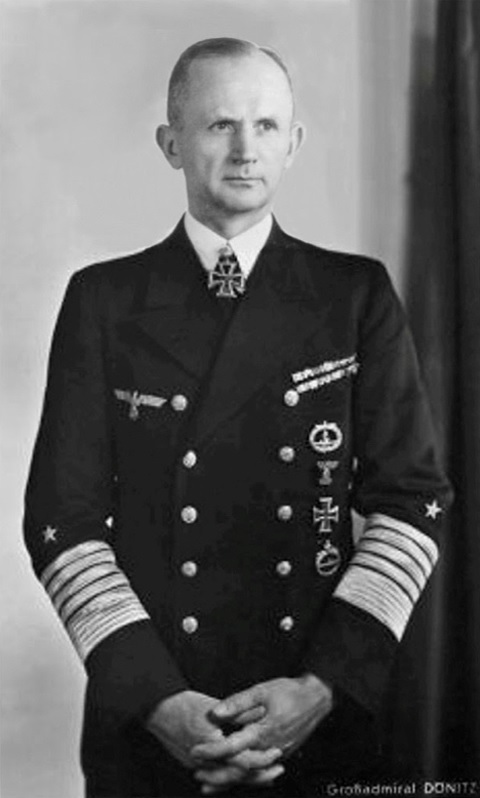
Karl Dönitz, tysk storamiral. Här fotograferad i april 1943.

Storamiral är en hög amiralsgrad. Den motsvaras av graden fältmarskalk i arméer.

## Sverige
I Sverige var storamiral titeln på flottans högste styresman näst kungen, i Sverige buren av endast två personer: hertig Karl (sedermera Karl XIII) och kronprins Oscar (sedermera Oscar I).
År 1794 inrättades två storamiralsämbeten, ett för örlogsflottan i Karlskrona och ett för Arméns flotta i Stockholm, även kallad Skärgårdsflottan. Varje ämbete delades i 4 departement: militär-, sjömilis-, varvs- och artilleri- samt kameraldepartementen. Denna styrelseform upphörde 1797, men 1827 inrättades åter ett storamiralsämbete, som indelades i 3 avdelningar, nämligen 1) vad som angick personalen, 2) vad som angick administrationen och 3) vad som angick sjökommunikationer, vattenbyggnader, sjömätningar och vetenskapliga inrättningar, förslags uppgörande med mera. Detta ämbete upphörde 1840.

## Tyskland
I Tyska riket var storamiral (Grossadmiral) den högsta tjänstegraden inom flottan.
Lista över storamiraler i tyska flottan:
- Hans Majestät Kejsar Vilhelm II av Tyskland (1901)
- Hans Majestät Konung Oscar II av Sverige (1901, hederstitel)
- Hans von Koester (28 juni 1905)
- Prins Henrik av Preussen (4 september 1909)
- Alfred von Tirpitz (27 januari 1911)
- Henning von Holtzendorff (31 maj 1918)
- Erich Raeder (1 april 1939)
- Karl Dönitz (30 januari 1943)